# Imsovac
Imsovac – wieś w Chorwacji, w żupanii bielowarsko-bilogorskiej, w gminie Končanica. W 2011 roku liczyła 200 mieszkańców.